# Мартынов, Юрий Григорьевич
Юрий Григорьевич Мартынов (17 апреля 1957, Артёмовск, Донецкая область, Украинская ССР, СССР — 1 марта 2025) — советский и российский композитор, аранжировщик, журналист, продюсер; заслуженный деятель искусств Российской Федерации (2003).
Младший брат композитора и певца Евгения Мартынова (1948—1990).

## Биография
Родился 17 апреля 1957 года в Артёмовске. Отец — Григорий Иванович Мартынов (1913—1991), ветеран Великой Отечественной войны, командир стрелкового взвода. Играл на музыкальных инструментах (баяне и аккордеоне), работал учителем пения. Мать — Нина Трофимовна Мартынова (1924—2011), в годы войны служила медсестрой в эвакуационных госпиталях 3-го Украинского фронта, где и познакомилась с раненым солдатом Григорием Мартыновым за которого вышла замуж.
Окончил Артёмовское государственное музыкальное училище по классу фортепиано, затем в 1982 году окончил Московскую государственную консерваторию имени П. И. Чайковского по классу композиции, за время обучения в которой стал лауреатом двух всесоюзных конкурсов молодых композиторов.
По окончании консерватории проходил срочную военную службу в Академическом Ансамбле песни и пляски Внутренних войск МВД СССР в качестве артиста ансамбля и аранжировщика-оркестровщика.
Широкое признание Юрий Мартынов завоевал прежде всего как лауреат различных конкурсов и фестивалей, автор симфоний, сонат, камерно-инструментальных циклов, вокально-хоровых произведений, киномузыки и популярных песен, пьес для эстрадного оркестра.
Среди исполнителей сочинений композитора: Государственный симфонический оркестр московской филармонии, оркестры симфонической и эстрадной музыки Российского и Украинского радио и телевидения, Большой детский хор радио и телевидения п/у Виктора Попова, Академический ансамбль песни и пляски ВВ МВД России, Государственный русский народный ансамбль «Россия», ансамбли популярной народной музыки «Бабье лето» и «Русская душа», различные вокально-инструментальные ансамбли, исполнители-солисты: Людмила Зыкина, Евгений Мартынов, Ксения Георгиади, Александр Серов, Николай Караченцов, Ольга Зарубина, Азиза, Сергей Беликов, Аурика Ротару, Филипп Киркоров, Леонид Серебренников, Виктор Салтыков и многие другие.
В числе его профессиональных соавторов-поэтов Андрей Дементьев, Роберт Рождественский, Юрий Гарин.
Член Союза композиторов СССР с 1987 года.
В 1993 году Юрий Мартынов создал и возглавил «Клуб Евгения Мартынова», который занимается творческой и благотворительной деятельностью. Автор ряда книг о жизни и творчестве Евгения Мартынова.
Скончался 1 марта 2025 года на 68-м году жизни после продолжительной болезни. Прощание прошло в закрытом формате, согласно завещанию.

## Книги
- Лебединая верность Евгения Мартынова: Факты биографии, воспоминания о жизни, размышления о творчестве. — М.: МКО «Клуб Евгения Мартынова»; Векта, 1999. — ISBN 5-7445-0041-3
- Белокрылый полёт. — М.: Алгоритм, 2018. — ISBN 978-5-8330-0070-0
- Яблони в цвету. / Сост. Ю. Мартынов. — М.: ЭКСМО-пресс, 2000. — ISBN 5-04-005142-5[1]

## Дискография
- 1990 год — «Посмотри же на меня!» («Песни Юрия Мартынова») — винил[5]
- 2000 год — «Мелодия ветра» (композиторский проект Юрия Мартынова «Песни на стихи Сергея Каргашина в исполнении популярных артистов») — CD

## Известные песни
- «Васильковые глаза» (слова Юрия Гарина) исполняет Евгений Мартынов
- «Тройка счастья» (слова Евгения Супонева) исполняет Евгений Мартынов
- «Серенада под дождём» (слова Юрия Мартынова) исполняет Филипп Киркоров
- «Свет воспоминанья» (слова Александра Боброва) исполняют Юрий Мартынов и Аурика Ротару
- «Посмотри же на меня!» (слова Юрия Мартынова) исполняет Азиза
- «Холостяцкая лирическая» (слова Юрия Гарина) исполняет Семён Фарада
- «Звёздный час» (слова Евгения Супонева) исполняет Аурика Ротару
- «Как близко ты и далеко» (слова Андрея Дементьева) исполняют Николай Караченцов и Ольга Зарубина[5][6]
- «На горе, на горушке» (слова Сергея Каргашина) исполняют Михаил Евдокимов, Александр Михайлов, Патриарший хор и др.